# Исломов, Мирзажон Юлдошевич
Мирзажо́н Юлдо́шевич Исло́мов (узб. Mirzajon Yo'ldoshevich Islomov; род. 1936, Узбекская ССР, СССР) — государственный деятель, хоким Ферганской области (1992—1997).

## Биография
Родился в 1936 году.
18 июля 1992 года по приказу президента Республики Узбекистан Ислама Каримова Мирзажон Юлдошевич назначен на должность хокима Ферганской области.
В 1994 году был включен в состав республиканской комиссии по введению в действие Положения о паспортной системе в Республике Узбекистан.
Избирался депутатом Олий Мажлиса Республики Узбекистан I созыва (1995—1999) от Сохского избирательного округа № 198.
14 февраля 1997 года указом президента Узбекистана снят с должности хокима Ферганской области в связи с выходом на пенсию.
В 1996 году награждён государственным орденом Узбекистана «Мехнат шухрати» (трудовой славы).